# It’s All Over Now, Baby Blue
It’s All Over Now, Baby Blue ist ein Song, der 1965 von Bob Dylan veröffentlicht wurde.
Dylan nahm ihn am 15. Januar 1965 in den New Yorker Columbia Recording Studios auf. Dabei wurde er von dem Bassisten Bill Lee begleitet. Der Song war der letzte Titel auf Seite 2 der LP Bringing It All Back Home, die am 22. März 1965 veröffentlicht wurde.
Der Text des Songs besteht zu einem großen Teil aus symbolistischen Sprachbildern, die sich einer eindeutigen Deutung entziehen. Dennoch wurde darüber spekuliert, an wen der Song adressiert ist – ob Dylan mit dem Song seine Trauer über die vergebliche Liebe zu Joan Baez besingt oder ob er damit den Anhängern der Folkmusik erläutert, wieso er sich aus dem Folklager entfernt. Bis heute ist jedoch unklar, ob er überhaupt an eine konkrete Person gedacht hat oder ob verschiedene Personen in dem Text behandelt werden.
2002 listete die Zeitschrift Uncut das Werk auf Platz 11 der besten Dylan-Songs aller Zeiten. Drei Jahre später kam das Stück in einer vergleichbaren Liste des Magazins Mojo auf Rang 7.

## Coverversionen
Bereits 1966 erschien eine Coverversion der nordirischen Rockband Them mit ihrem Sänger Van Morrison, die eine der bekanntesten Interpretationen wurde und z. B. 1972 im Klaus-Lemke-Film „Rocker“ verwendet wurde. Van Morrison behielt das Lied später auch als Solist im Repertoire. Im Laufe der Jahre wurde It’s All Over Now, Baby Blue immer wieder von anderen Künstlern gecovert und dabei auch in andere Sprachen übertragen. Eine Auswahl zeigt die folgende Tabelle:
| Jahr | Interpret                   | Bemerkung |
| ---- | --------------------------- | --- |
| 1965 | Joan Baez                   | Single |
| 1965 | The Byrds                   | Outtake des Albums Turn! Turn! Turn!; 1969 in anderer Version auf dem Album Ballad of Easy Rider                                       |
| 1965 | Barry McGuire               | Veröffentlicht unter dem Titel „Baby Blue“ auf dem Album Eve of Destruction                                                            |
| 1966 | Them                        | Eine der bekanntesten Versionen; Album Them Again; wiederveröffentlicht u. a. auf The Best of Van Morrison Volume Two                  |
| 1967 | 13th Floor Elevators        | Veröffentlicht unter dem Titel „Baby Blue“ auf dem Album Easter Everywhere                                                             |
| 1967 | The Chocolate Watchband     | Veröffentlicht unter dem Titel „Baby Blue“ auf dem Album The Inner Mystique                                                            |
| 1970 | Richie Havens               | Veröffentlicht unter dem Titel „Baby Blue“ auf dem Album Stonehenge                                                                    |
| 1972 | Manfred Mann’s Earth Band   | Veröffentlicht auf dem Album Glorified Magnified, auf einigen Versionen des Albums mit verkürztem Titel als "It’s All Over Baby Blue". |
| 1973 | Leon Russell                | Veröffentlicht auf dem Album Leon Live                                                                                                 |
| 1977 | Eric Burdon and the Animals | Veröffentlicht auf dem Album Before We Were So Rudely Interrupted                                                                      |
| 1977 | Graham Bonnet               | Single |
| 1979 | Link Wray                   | Single |
| 1982 | Münchener Freiheit          | Single: „Baby Blue“ (deutschsprachige Fassung)                                                                                         |
| 1985 | Falco                       | Single |
| 1985 | Marianne Faithfull          | 1971 aufgenommen, veröffentlicht auf dem Album Rich Kid Blues                                                                          |
| 1995 | Wolfgang Niedecken          | Veröffentlicht auf der Maxi-Single Jeder’s manchmohl einsam, nit nur du (Kölschrock-Fassung)                                           |
| 1998 | Hole                        | Titelstück einer Promotion-LP |
| 1999 | Joni Mitchell               | Bonus-Track auf dem Album The Complete Geffen Recordings                                                                               |
| 2002 | Bryan Ferry                 | Single |
| 2007 | Nena                        | Veröffentlicht auf dem Album Cover Me                                                                                                  |
| 2010 | Element of Crime            | Veröffentlicht auf dem Album Fremde Federn                                                                                             |
| 2012 | Bad Religion                | Album: Chimes Of Freedom: The Songs Of Bob Dylan Honoring 50 Years Of Amnesty International (verschiedene Künstler)                    |
| 2018 | Marianne Faithfull          | Veröffentlicht auf dem Album Negative Capability                                                                                       |
| 2023 | Cat Power                   | Cat Power Sings Dylan: The 1966 Royal Albert Hall Concert                                                                              |

## Referenzen
Joyce Carol Oates wurde zu ihrer Kurzgeschichte Where Are You Going, Where Have You Been? durch Dylans Song angeregt.
Die Textzeile „But it’s all over now, Baby Blue“ wurde 1987 für George Harrisons When We Was Fab benutzt.

### Musikbeispiele
- Bob Dylan: It’s All Over Now, Baby Blue (Official Audio) auf YouTube
- The Byrds: It’s All Over Now, Baby Blue (Version 1) auf YouTube
- Them feat. Van Morrison: It’s All Over Now, Baby Blue auf YouTube